# Cirugía psíquica

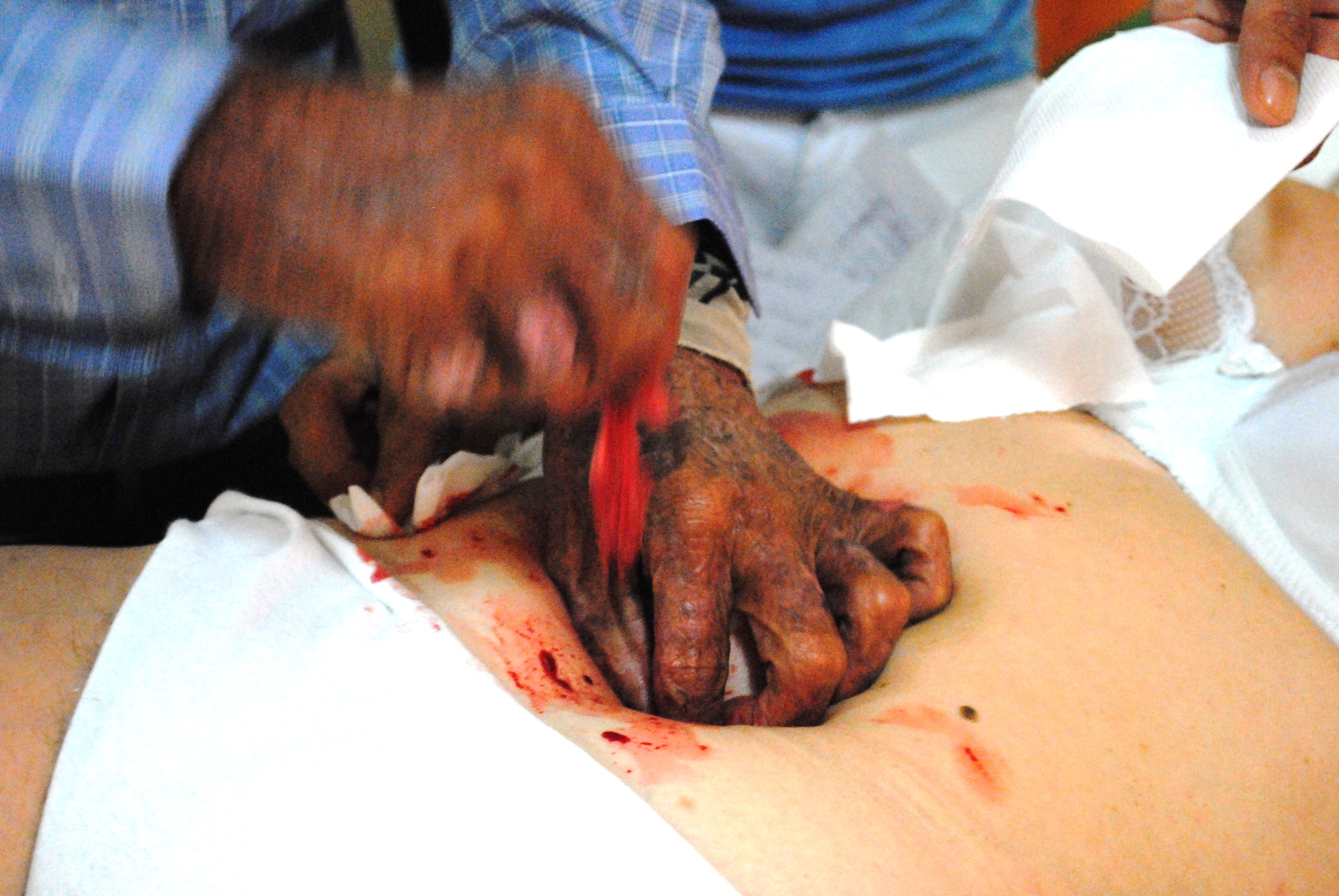
Un supuesto cirujano psíquico en acción.

La cirugía psíquica es una práctica pseudocientífica en la que se utilizan trucos, sangre falsa y partes de animales para convencer al paciente y los observadores de que las lesiones u otras condiciones (como tumores) se han eliminado y que la incisión se ha curado espontáneamente.
La Comisión Federal de Comercio de Estados Unidos lo describe como un "fraude absoluto". La cirugía psíquica puede causar muertes innecesarias al evitar que los enfermos busquen la atención médica que les salvaría la vida. Los profesionales de la salud y los escépticos la clasifican como un juego de manos y cualquier resultado positivo percibido se debe al efecto placebo.
La cirugía psíquica se dio a conocer por primera vez en las comunidades espiritistas de Filipinas y Brasil a mediados del siglo XX, y ha tomado diferentes direcciones en esos dos países.

## Procedimiento
Aunque la cirugía psíquica varía según la región y el practicante, generalmente sigue algunas líneas comunes: Sin el uso de un instrumento quirúrgico, un practicante presionará las puntas de sus dedos contra la piel del paciente en el área a tratar. Las manos del practicante parecen penetrar sin dolor en el cuerpo del paciente y aparentemente la sangre comienza a fluir. Luego, el practicante mostrará materia orgánica u objetos extraños aparentemente extraídos del cuerpo del paciente, limpiará el área y luego finalizará el procedimiento con la piel del paciente limpia y sin señales de heridas ni cicatrices.
La mayoría de los casos no involucran una cirugía real, aunque algunos practicantes realizan incisiones reales en el paciente. En las regiones del mundo donde la creencia en espíritus malignos es prevalente, los practicantes a veces exhiben objetos, como vidrio, aduciendo que los cuerpos extraños fueron colocados en el cuerpo del paciente por espíritus malignos.

## Historia
Recuentos de cirugía psíquica comenzaron a aparecer en las comunidades espiritistas de Filipinas y Brasil a mediados del siglo XX. El explorador del siglo XVI Álvar Núñez Cabeza de Vaca registra una historia parecida, relatada a él por los nativos americanos, de una figura barbuda conocida como "Mala Cosa", que se apoderaría de una persona, cortaría su abdomen con un cuchillo de pedernal, y sacaría una parte de sus entrañas, que luego se quemaría en una fogata. Al terminar, la incisión se cerraría espontáneamente.

### Filipinas
En Filipinas, el procedimiento se dio a conocer por primera vez en la década de 1940, cuando lo realizaba Eleuterio Terte de manera rutinaria. Terte y su alumno Tony Agpaoa, que aparentemente estaban asociados con la Unión Espiritista Christiana de Filipinas, entrenaron a otros en este procedimiento.
En 1959, el procedimiento llamó la atención del público estadounidense después de la publicación de Into the Strange Unknown por Ron Ormond y Ormond McGill. Los autores llamaron a la práctica "cirugía de cuarta dimensión" y escribieron "[nosotros] todavía no sabemos qué pensar; pero tenemos imágenes en movimiento para mostrar que no fue el trabajo de ningún mago normal, y podría muy bien ser justo lo que los filipinos dijeron que era: un milagro de Dios realizado por un cirujano de cuarta dimensión".
En "... 1973, un grupo de médicos, científicos y parapsicólogos visitaron las Islas Filipinas para estudiar un fenómeno que estaba causando un gran furor entre los profesionales de la salud... cirujanos psíquicos filipinos, también conocidos como sanadores espirituales/magnéticos".
Alex Orbito, quien se hizo conocido en los Estados Unidos a través de su asociación con la actriz Shirley MacLaine, practicaba el procedimiento. El 14 de junio de 2005, Orbito fue arrestado por las autoridades canadienses y acusado de fraude. El 20 de enero de 2006, los cargos fueron retirados ya que entonces parecía poco probable que Orbito fuera condenado.
La cirugía psíquica llegó a los titulares de los tabloides estadounidenses en marzo de 1984 cuando el artista Andy Kaufman, diagnosticado con carcinoma de células grandes (un raro cáncer de pulmón), viajó a Filipinas para un curso de cirugía psíquica de seis semanas. El practicante Jun Labo afirmó haber extirpado grandes tumores cancerosos y Kaufman declaró que creía que su cáncer había sido extirpado. Kaufman murió de insuficiencia renal como consecuencia de cáncer de pulmón metastásico, el 16 de mayo de 1984.

### Brasil
Los orígenes de la práctica en Brasil son poco claros; pero a fines de la década de 1950, los "curanderos espirituales" ya practicaban en el país. Muchos de ellos estaban asociados con el espiritismo, un importante movimiento espiritualista en Brasil y afirmaban estar realizando sus operaciones simplemente como canales para los espíritus de médicos fallecidos.
Un conocido sanador psíquico brasileño que practicaba habitualmente cirugía psíquica era Zé Arigó, quien afirmaba estar canalizando a un médico fallecido llamado "Dr. Fritz". A diferencia de la mayoría de los otros curanderos psíquicos, que trabajan con las manos desnudas, Arigó usaba una cuchilla no quirúrgica Otros curanderos psíquicos que dijeron canalizar al Dr. Fritz fueron Edson Queiroz y Rubens Farias Jr. João de Faria es todavía popular hoy en día (especialmente en el extranjero), también conocido como João de Deus, es un charlatán que opera en Abadiânia, estado de Goiás.
Según las descripciones de Yoshiaki Omura, la cirugía psíquica brasileña parece ser diferente de la practicada en Filipinas. Omura llama la atención sobre el hecho de que los practicantes en Brasil usan técnicas que se asemejan al Qigong, el masaje Shiatsu y la manipulación quiropráctica. A algunos pacientes también se les inyecta un líquido marrón y aproximadamente en el 20% de los casos observados se realizó una supuesta cirugía menor. Mientras que Arigó realizaba sus procedimientos con cuchillos de cocina en entornos improvisados, Omura informa que actualmente el cierre de los vasos sanguíneos y la sutura de las heridas quirúrgicas son realizados por cirujanos o enfermeras con licencia.

### Norteamérica
En la década de 1970, una forma específica de cirugía conocida como odontología psíquica emergió en Estados Unidos. Willard Fuller fue su proponente más conocido. Se afirmaba que Fuller podía hacer que aparecieran espontáneamente empastes dentales, que amalgamas de plata se transformaran en amalgamas de oro, que se enderezaran los dientes torcidos o incluso producir dientes nuevos. Sin embargo, los magos y los escépticos han encontrado que estas afirmaciones no están respaldadas por evidencia sólida. Un dentista examinó a algunos pacientes de Fuller: En un caso, las milagrosas amalgamas de oro resultaron ser manchas de tabaco. En otro caso, una paciente que informó de un milagroso nuevo empaste plateado admitió que había olvidado que el mismo ya estaba allí desde antes.

## Crítica médica y legal
En 1975, la Comisión Federal de Comercio (FTC) estadounidense declaró que "la cirugía psíquica no es más que un fraude absoluto". El juez Daniel H. Hanscom, al otorgar a la FTC una orden judicial contra las agencias turísticas que promocionaban viajes de cirugía psíquica, declaró: "La cirugía psíquica es fraude puro y sin mitigar. Las 'operaciones quirúrgicas' de los cirujanos psíquicos ... con las manos desnudas son simplemente falsas".
 

En 1975, la FTC declaró: 
 Se ha encontrado que la "cirugía psíquica" es pura fraude. El cuerpo no se abre, no se realiza ninguna "cirugía" con las manos desnudas ni con ninguna otra cosa, y no se extrae nada del cuerpo. Toda la "operación" es un fraude atroz perpetrado con trucos de manos y otros dispositivos y engaños similares. 
 En 1990, la Sociedad estadounidense del Cáncer declaró que "no encontró evidencia de que la cirugía psíquica de como resultado ningún beneficio objetivo en el tratamiento de ninguna afección médica", e instó firmemente a las personas que están enfermas a no buscar tratamiento mediante cirugía psíquica.
La Agencia de Cáncer de la Columbia Británica "insta a los individuos enfermos a no buscar tratamiento por parte de cirujanos psíquicos".
Aunque no es directamente peligroso para el paciente, la creencia en los supuestos beneficios de la cirugía psíquica puede conllevar un riesgo considerable para las personas con afecciones médicas diagnosticadas, ya que pueden retrasar o renunciar a la ayuda médica convencional, a veces con consecuencias fatales.

## Acusaciones de fraude

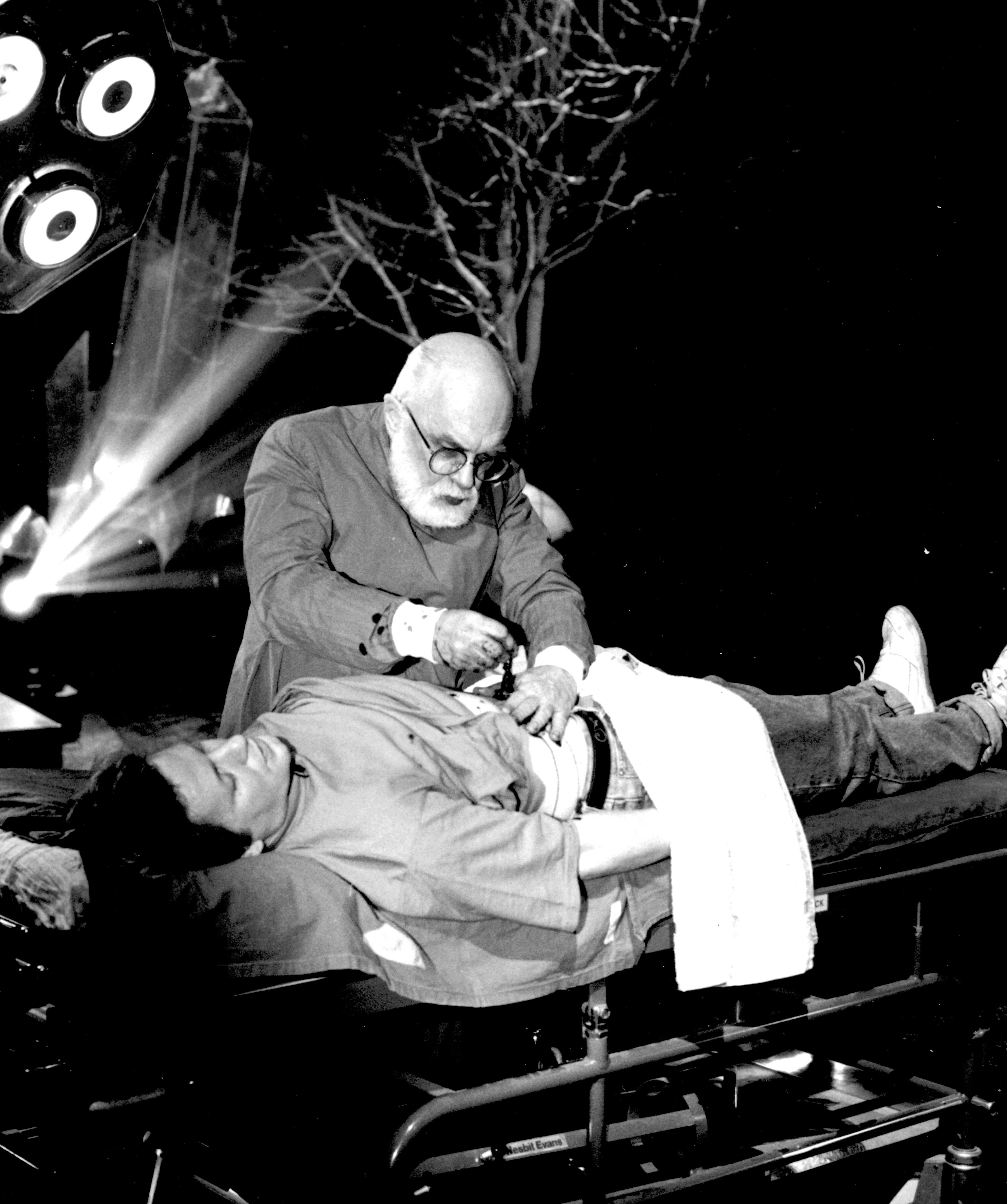
James Randi usando un truco de manos para duplicar "cirugía psíquica" en su serie Open Media para ITV en 1991

El médico William Nolen investigó la cirugía psíquica y en su libro Healing: A Doctor in Search of a Miracle (1974) desenmascaró muchos casos de fraude. Tony Agpaoa, un famoso cirujano psíquico, fue descubierto varias veces en sus engaños.
El mago James Randi dice que la cirugía psíquica es simplemente un truco de manos. Él ha dicho que en observaciones personales del procedimiento, y en las películas que muestran los procedimientos, él puede detectar y señalar movimientos de trucos de manos que son evidentes para los magos experimentados, pero que pueden engañar a un observador casual. Randi ha replicado la apariencia de la cirugía psíquica a través del uso de estos mismos trucos de manos. El mago profesional Milbourne Christopher también investigó a los cirujanos psíquicos mientras trabajaban y observó trucos de manos. En su programa de A&E Mindfreak en el episodio "Sucker", el ilusionista Criss Angel realizó "cirujía psíquica", mostrando de primera mano cómo se puede hacer (se usaron sangre falsa, bolsas de plástico e hígados de pollo). 
Randi dice que el supuesto sanador enrollaría ligeramente o pellizcaría un poco la piel sobre el área a tratar. Cuando luego empuja su mano aplanada debajo del rollo de piel, se ve y se siente como si el practicante realmente estuviera entrando en el cuerpo del paciente. El sanador habría preparado de antemano pequeños gránulos o bolsas de entrañas de animales que se tendrían en la mano o se escondidas debajo de la mesa al alcance de la mano. Esta materia orgánica simularía el tejido "enfermo" que el sanador afirmaría estar extrayendo del cuerpo del paciente. Si el sanador quiere simular el sangrado, puede exprimir una vejiga de sangre animal o una esponja impregnada. Si se realiza correctamente, este procedimiento puede engañar a pacientes y observadores. Sin embargo, algunos procedimientos de "cirugía psíquica" no se basan únicamente en el "juego de manos" descrito, ya que al menos un "cirujano" brasileño también corta la piel de sus víctimas con un bisturí no esterilizado para aumentar la ilusión.
John Taylor, médico y crítico de los fenómenos paranormales,  ha escrito que no existe un caso real a favor de la cirugía psíquica, ya que la explicación de que se trata de un fraude es altamente aceptable en todas las operaciones. Los practicantes utilizan técnicas de juegos de manos para producir sangre o fluidos que aparentan serlo, tejido animal o sustitutos, y/o diversos objetos extraños extraídos de entre pliegues en la piel del paciente como parte de un truco de abuso  confianza para beneficio financiero.
 

El escritor científico Terence Hines ha escrito: 
 La "operación" comienza cuando la mano parece entrar en el abdomen del paciente. Esto se logra creando una depresión en el vientre empujando hacia abajo y flexionando los dedos lentamente en un puño, de forma que los dedos parecen moverse hacia el interior del vientre, pero en realidad simplemente están ocultos detrás de la mano. La sangre que disfraza aún más el verdadero movimiento de los dedos y agrega drama a los procedimientos puede provenir de dos fuentes: Uno es un pulgar falso, usado sobre el pulgar real y lleno de un líquido rojo. Dicho pulgar falso es un implemento común entre los magos. La sangre también se puede pasar al cirujano en globos rojos ocultos en algodón que el cirujano psíquico está usando, el algodón y sus contenidos ocultos se los pasa un "asistente". Los trozos de "tumor" también pueden pasarse al cirujano psíquico de esta manera, u ocultarse en el pulgar falso ... el material del "tumor" resulta ser intestinos de pollo u otros restos de animales similares. La sangre es sangre animal o tinte rojo. 
 Dos "cirujanos psíquicos" dieron testimonio en un juicio de la Comisión Federal de Comercio estadounidense afirmando que, según su conocimiento, la materia orgánica supuestamente extraída de los pacientes generalmente consiste en tejido animal y sangre coagulada.

## En la cultura popular
- En la película de 1989 Penn & Teller Get Killed, los magos y comediantes Penn y Teller demuestran cómo realizar la ilusión de la cirugía psíquica.
- En el programa de televisión Criss Angel Mindfreak, Temporada 2 Episodio "Sucker", Criss explica como la cirugía psíquica es un engaño.
- En la película de 1999 Man on the Moon, una película basada en la vida de Andy Kaufman, Kaufman recibe cirugía psíquica y se da cuenta del "juego de manos". Luego se lo ve muerto, y se lleva a cabo su funeral.
- En el programa de televisión 1000 Ways to Die, un estafador estaba usando esto para estafar a la gente pobre del país, solo para llevarlo a la muerte cuando lo usó en un leproso de quien contrajo la enfermedad.
- "Milagro", un episodio de la sexta temporada de The X-Files, presenta a un asesino acusado de usar cirugía psíquica en sus víctimas, matándolas en el proceso.
- En la serie de televisión Angel, el episodio de la temporada 1 "I Fall to Pieces (Angel)" presenta a un médico que practica cirugía psíquica.
- En la serie de televisión de la BBC Full Circle con Michael Palin, Michael Palin es testigo de dos casos separados de cirugía psíquica en el distrito de Baguio, Filipinas. Al comentarle al médico que le parecía un juego de manos, el médico le dijo que era occidental y que solo podría entender la cirugía si tuviera un tercer ojo. Palin asiste a otra cirugía psíquica realizada por otro médico en la cual le dicen que en este procedimiento no ocurre contaminación  gracias al uso de ajo.
- En el especial de Navidad de 1998 de la serie BBC1 Jonathan Creek, titulada "Black Canary", el esposo de la ilusionista conocido como Black Canary se somete a una cirugía psíquica al comienzo del episodio y esta forma de cirugía es el eje narrativo en todo el especial.
- En la película de 2012 Red Lights, Simon Silver, un supuesto psíquico, realiza una cirugía psíquica en el escenario.
- En una escena eliminada de la película de 2016 Deadpool, Wade Wilson (Ryan Reynolds) visita una clínica de cirugía psíquica en un intento de curar su cáncer, pero al darse cuenta de que la clínica estafa a clientes inocentes para que gasten sus ahorros de toda la vida en un simple truco de manos, ataca y asesina al cirujano jefe frente al resto del personal.